# Placa das Galápagos

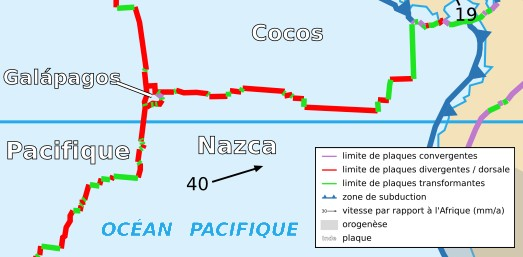
Localização.

A Placa das Galápagos é uma pequena placa tectônica afastada da costa oeste da América do Sul, perto das Ilhas Galápagos. Ela se diferencia da maior parte das outras placas tectônicas da crosta terrestre porque gira em sentido horário entre três outras placas muito maiores, que estão envolta dela, a Placa de Nazca, a Placa de Cocos e a Placa do Pacífico. Ao norte existe uma placa ainda menor, a Microplaca Setentrional de Galápagos, que possui rotação do mesmo modo, só que no sentido anti-horário. Ambas as placas se "encaixam" ao longo de suas superfícies.